# Aldea de San Miguel
Aldea de San Miguel é um município da Espanha na província de Valladolid, comunidade autónoma de Castela e Leão, de área 20,06 km² com população de 212 habitantes (2004) e densidade populacional de 10,57 hab/km².

## Demografia
| Variação demográfica do município entre 1991 e 2004 | Variação demográfica do município entre 1991 e 2004 | Variação demográfica do município entre 1991 e 2004 | Variação demográfica do município entre 1991 e 2004 |
| --------------------------------------------------- | --------------------------------------------------- | --------------------------------------------------- | --------------------------------------------------- |
| 1991                                                | 1996                                                | 2001                                                | 2004                                                |
| 231                                                 | 242                                                 | 219                                                 | 212                                                 |